# Hurricane Neddy
«Hurricane Neddy» (рус. Ураган Нэдди) — восьмая серия восьмого сезона мультсериала «Симпсоны», премьера которого состоялась 29 декабря 1996 года. В этот эпизод был приглашён Джон Ловитц на роль критика Джея Шермана.

## Сюжет
Обычный день, Гомер спокойно спит в гамаке, и внезапно поднимается сильный ветер. Обеспокоенная этим Лиза сверяется со своей самодельной метеостанцией и приходит к выводу, что на Спрингфилд надвигается ураган. Её опасения подтверждаются выпуском новостей, в котором Кент Брокман предупреждает жителей города о надвигающемся урагане «Барбара». Мардж и Лиза отправляются запасаться продуктами в супермаркет Kwik-E-Mart к Апу — выясняется, что весь город в срочном порядке делает то же самое, в супермаркете царит беспорядок; в то же время военные эвакуируют дом престарелых.
Гомер и Барт готовятся к урагану в своей обычной манере — несмотря на наличие ставен на окнах, Гомер приколачивает к одному из окон дверь от чёрного входа, а Барт обматывает голову Мэгги скотчем, чтобы она не потеряла соску. Фландерсы подготовились к урагану более основательно — окна в доме у Неда забиты досками, а над крышей растянут брезент. Нед Фландерс приглашает Симпсонов на время урагана к себе, но Гомер грубо отказывается, и Симпсоны укрываются в подвале.
Чтобы развлечь семью, Мардж достаёт кубик Рубика, и предлагает сложить его всей семьёй. Но складывание головоломки заканчивается криком и разногласиями, и Мардж снова прячет кубик. В то же время Гомер замечает, что ветер прекратился, и выбегает на улицу. Но оказывается, что дом Симпсонов находится прямо в центре бури, и ураган чуть было не уносит Гомера. Тем не менее, ураган вскоре прекращается, Симпсоны выбегают во двор, и видят, что дом Фландерсов полностью разрушен.
Нед Фландерс достаёт из-под обломков дома свою семью — они почти не пострадали, но лишились всего имущества. Расстроенного Неда с семьёй поселяют в спасательный центр, который оборудован в церкви, и там выясняется, что Фландерсы единственные, кто пострадал от урагана. В то же время по телевизору показывают сюжет, как «разъярённые бурей люди громят магазинчик Неда Фландерса». Нед сравнивает себя с библейским Иовом, и обращается за духовной помощью к преподобному Лавджою, но тот не может или не хочет помочь Неду. В довершение неудачного дня Нед, решив почитать на ночь Библию, режет себе палец бумагой.
Через несколько дней Мардж Симпсон привозит Фландерсов к развалинам их дома, но вместо груды мусора Фландерсы видят новый дом. Оказалось, что Мардж обзвонила весь город, и люди согласились помочь. Однако изнутри дом выглядел совсем не так хорошо, как снаружи — неизолированная электрика, кривые полы и стены, сужающийся коридор, унитаз у холодильника и т. д. В конце концов, одно неосторожное движение Гомера — и дом снова превращается в кучу строительного мусора. Чтобы успокоиться, Нед пытается протереть свои очки, но одно из стекол выпадает и разбивается. Для Неда это становится последней каплей — он срывается и оскорбляет всех, кто принимал участие в постройке его нового дома (Гомеру меньше всех досталось). После этого Нед садится в машину, и едет в психиатрическую клинику «Тихий лес». Там его помещают на лечение.
Вскоре одна из медсестёр узнаёт Неда Фландерса и звонит доктору Фостеру, который 30 лет назад вылечил маленького Неда от гиперактивности. Экспериментальное лечение, которому доктор Фостер подверг маленького Неда, привело к тому, что тот потерял способность сердиться, и начал странно выражаться. Для того, чтобы научить Неда «выпускать злость маленькими дозами», доктор Фостер приглашает Гомера. Под руководством доктора Гомер пытается рассердить Неда, тот сознаётся, что всегда ненавидел почтовое отделение и своих родителей — битников, и доктор Фостер приходит к выводу, что Нед выздоровел. У клиники Фландерса встречает весь город, и Нед обещает им «обязательно говорить, если ему что-то не нравится», и грозит переехать машиной тех, кто будет его доставать.

## Интересные факты и культурные отсылки
- Сцена, в которой люди толпятся у супермаркета Апу — это отсылка к массовым беспорядкам 1992 года в Лос-Анджелесе[1].
- В спасательном центре на Тодде должна была быть надета майка с надписью Butthole Surfers, но под давлением цензуры надпись изменили на «Buttho Surfers»[1].
- Критика Джея Шермана можно увидеть в психиатрической клинике, где он повторяет санитару «It stinks!». Ранее Джей Шерман появлялся в 18 эпизоде 6 сезона «A Star is Burns».
- Сумасшедший, который захлопывает дверь как раз перед сценой с критиком Джеем Шерманом, очень похож на Джона Шварцвельдера, одного из сценаристов мультсериала.
- Маленькая дверь, в которую заглядывает Нед в своём новом доме — это отсылка к фильму «Вилли Вонка и шоколадная фабрика».
- В лечебнице в одной из палат разгуливает няня-грабительница мисс Батсуковски из эпизода "В один из волшебных вечеров". Оказалось, её все-таки поймали и приговорили к психиатрической лечебнице. Но сроки приговора не были показаны зрителю.
- В 2022 году сцена с сужающимся коридором стала интернет-мемом благодаря блогеру Илье Мэддисону, комично не раз упоминавший этот момент на стримах.